# Liste de personnalités liées à Bois-Colombes
De nombreuses personnalités ont eu un attachement particulier à la ville de Bois-Colombes, commune française du département des Hauts-de-Seine.
→ Voir la catégorie Catégorie:Naissance à Bois-Colombes qui contient 67 noms (en avril 2022).
→ Voir la catégorie Catégorie:Décès à Bois-Colombes qui contient 29 noms (en avril 2022)
→ Voir la catégorie Catégorie:Personnalité liée à Bois-Colombes qui contient 14 noms (en avril 2022), hors les personnalités nées, mortes, inhumées à Bois-Colombes.
→ Voir la catégorie Catégorie:Maire de Bois-Colombes qui contient 2 noms (en avril 2022).

## Naissances à Bois-Colombes
- Armand Bernard (1893-1968), comédien français ayant tourné plus de 130 films, il était aussi compositeur de musiques de films.
- Janine Merrey (1902-1985), actrice de théâtre et de cinéma.
- Henri Cordreaux (1913-2003), acteur et directeur de théâtre.
- Roger Brioult (1921 -2012), journaliste
- Jean-Claude Brisville (1922-2014), acteur, auteur et scénariste de cinéma.
- Robert Amadou (1924-2006), historien, philosophe, parapsychologue.
- Jacques Legras (1924-2006), acteur de cinéma et de théâtre.
- Claude Lanzmann (1925-2018), journaliste, écrivain et cinéaste.
- Nicole Maurey (1925), actrice de cinéma ayant fait carrière en France et aux États-Unis.
- Jacques Lanzmann (1927-2006), écrivain, parolier, producteur, scénariste, journaliste.
- Michel Descombey (1930), danseur, chorégraphe et maître de ballet.
- Jacques Tauran (1930-2002), éditeur et homme politique d'extrême droite.
- Gilbert Guillaume (1930), juge, conseiller d'état, diplomate, président de la Cour internationale de justice.
- René Maillard (1931), musicien, compositeur, directeur artistique.
- Roger Kahane (1932), scénariste et réalisateur de cinéma.
- Pierre Potier (1934-2006), pharmacien, chercheur, chimiste, membre de l'Académie des sciences.
- Michel Mourlet (1935), écrivain, chroniqueur, théoricien du cinéma, directeur de la revue « Présence du cinéma ».
- Michèle Foison (1942), compositrice, cheffe d'orchestre et pédagogue.
- Ludmila Mikaël (1947), actrice de théâtre et de cinéma.
- Bernard Mabille (1947), humoriste français et journaliste.
- Catherine Millet (1948), écrivain, critique d'art, fondatrice de la revue Art Press.
- Michel Rousseau (1949), nageur.
- Bruno Moynot (1950), homme de théâtre et acteur.
- Dominique Besnehard (1954), producteur, agent artistique, acteur.
- Pascal Picq (1954), paléoanthropologue et maître de conférence au Collège de France.
- Bob Sinclar (1969), disc jockey.
- Anne-Laure Bondoux (1971), autrice de livres pour la jeunesse.
- David Baron (1973), combattant spécialiste en judo qui a pris part au circuit MMA.
- Yoann Sover (1980), comédien et animateur de télévision, a participé au doublage de nombreuses séries et dessins animés.

## Décès à Bois-Colombes
- Pierre Joigneaux (1815-1892), journaliste et homme politique d'extrême-gauche, ancien député, sénateur et conseiller général de la Côte-d'Or. Une rue porte son nom.
- Henry Litolff (1818-1891), pianiste virtuose, compositeur de musique. Une rue porte son nom.
- Émile Périer (1821-1913), compositeur et arrangeur.
- Clément Loret (1833-1909), organiste, professeur et compositeur
- Victor Warot (1834-1906), chanteur lyrique belge.
- Aimé Giron (1836-1907), écrivain et homme de lettres.
- Louis-Émile Durandelle (1839-1917), photographe.
- Gustave Wettge (1844-1909), chef de musique de la Garde républicaine, compositeur.
- Marie Grisier-Montbazon (1859-1922), actrice et cantatrice.
- Max du Veuzit (1876-1952), pseudonyme d'Alphonsine Vavasseur-Acher Simonet, auteur et écrivain.
- Angela Braun-Stratmann (1892-1966), journaliste et femme politique allemande
- André Le Gall (1917-1974), artiste et comédien.
- Zénobe Gramme (1926-1901), électricien, ébéniste, inventeur du concept de la première dynamo. Une rue porte son nom.
- Geneviève Dinand (1927-1987), pianiste et enseignante.

## Liens avec Bois-Colombes
- Marc Birkigt (1878-1953), ingénieur suisse, pionnier de l'aviation et de l'automobile, fondateur de la société Hispano-Suiza, il installe une usine de production à Bois-Colombes en 1914. Une rue porte son nom).
- Ernest Montaut (1878-1909), peintre et affichiste, il a vécu et s'est marié à Bois-colombes.
- Gaston Lane (1883-1914), joueur international de rugby à XV, il a fait partie de l'AS Bois-Colombes au début des années 1900.
- Georges Candilis (1913-1995), architecte et urbaniste grec, il a réalisé à Bois-Colombes, entre 1957 et 1960 un ensemble d'habitations et le marché couvert.
- Henri Betti (1917-2005), compositeur et pianiste marié à Bois-Colombes.
- Hubert Védrine (1947), homme politique, élève au lycée Albert-Camus.
- Jean-François Probst (1949-2014), homme politique, maire de Bois-Colombes de 1986 à 1989.
- Daniel Balavoine (1952-1986), chanteur, élève au lycée professionnel (qui porte aujourd'hui son nom).
- Jean-Louis Mougeot alias François Valéry (1954), chanteur, il a habité rue du Capitaine Guynemer.
- Maroussia Klimova (1961), écrivain et traductrice, a écrit « Maison à Bois-Colombes » en 1998.
- Stéphane Guillon (1963), humoriste, acteur et chroniqueur, il a vécu à Bois-Colombes durant son adolescence et a étudié au lycée Albert-Camus jusqu'à son renvoi en classe de 2nde
- Lilian Thuram (1972), footballeur, élève à l'école Paul-Bert.
- Esther Duflo (1972), prix Nobel d'économie 2019, responsable du groupe scout des Éclaireuses et Éclaireurs unionistes de France de la ville, élève au lycée Albert-Camus.
- Julie Gayet (1972), élève au lycée Albert-Camus.
- Martin Solveig (1976), disc jockey.
- Mcfly et Carlito (1986), duo de vidéastes humoristiques, élèves au lycée Albert-Camus.